# پناهگاه صخره‌ای پیر
پناهگاه صخره‌ای پیر مربوط به دوران پیش از تاریخ ایران باستان احتمالاً دوره نوسنگی - دوره ساسانیان است و در شهرستان بیضا، بخش بیضا، دهستان بانش، روستای دشمن زیاری، ارتفاعات موسوم به پیر مراد واقع شده و این اثر در تاریخ ۲۳ بهمن ۱۳۸۵ با شمارهٔ ثبت ۱۷۲۲۶ به‌عنوان یکی از آثار ملی ایران به ثبت رسیده است.